# Wola Tesserowa
Wola Tesserowa – wieś w Polsce położona w województwie świętokrzyskim, w powiecie jędrzejowskim, w gminie Małogoszcz.

## Nazwa
W przeszłości nazwa zapisywana była jako Teressowa Wola, Wolia Theszarowa, Wola Stearowa, Wola Censerowa i prawdopodobnie pochodziła od słowa tasarz, czyli cieśla.

## Części wsi
| SIMC    | Nazwa     | Rodzaj    |
| ------- | --------- | --------- |
| 0249521 | Brzezinki | kolonia   |
| 0249538 | Okupniki  | część wsi |

## Historia
W 1540r. wieś Thescharova Wolia należał do szlachetnego Jakuba Karsznickiego. W 1690 r. wieś należy do Jana Zabielskiego i żony. W XVIII w. przechodzi do Antoniego Komornickiego i Magdaleny z Rogóyskich. W 1798 r. po śmierci Antoniego Wole Tesserową kupuje Urban Komornicki, a po jego śmierci wsią dzielą się jego dzieci. W 1845 r. ziemie nabywa Ludwik Kozłowski. W latach 30 XX w. majątek ziem został rozparcelowany. W latach I wojny światowej istniał tu Cmentarz wojenny, gdzie spoczywało 49 żołnierzy armii niemieckiej. Ich szczątki zostały przeniesione w 1938 roku na cmentarz wojenny w Małogoszczu.
Liczba mieszkańców na dzień 30 czerwca 2010 to 408, a powierzchnia sołectwa wynosi 532 ha.
W latach 1975–1998 miejscowość administracyjnie należała do województwa kieleckiego.